# Eugeniusz Dziekan
Eugeniusz Janusz Dziekan (ur. 24 czerwca 1931 w Marianowie, zm. 11 lipca 2019) – polski lekarz i urzędnik państwowy, senator II kadencji (1991–1993).

## Życiorys
Absolwent gimnazjum w Pionkach i Liceum Pedagogicznego w Kozienicach, kilka lat był zatrudniony jako nauczyciel w Lesiowie.
W 1966 ukończył studia w Akademii Medycznej w Lublinie, następnie zaś pracował jako lekarz w szpitalu i ośrodku zdrowia w Radkowie, kierownik wydziału zdrowia w prezydium Powiatowej Rady Narodowej w Przysusze (1970–1973) oraz jako dyrektor zakładu opieki zdrowotnej w tejże miejscowości (1973–1979). Od 1978 pracował jako lekarz, był kierownikiem ośrodka zdrowia w Wieniawie, od 2000 pełnił funkcję dyrektora samodzielnego publicznego zakładu opieki zdrowotnej w tej miejscowości.
W połowie lat 80. wykonywał mandat radnego Wojewódzkiej Rady Narodowej w Radomiu. W wyborach w 1991 uzyskał mandat senatorski z ramienia Wyborczej Akcji Katolickiej w województwie radomskim. Zasiadał w Komisjach Kultury, Środków Przekazu, Nauki i Edukacji Narodowej, a także Polityki Społecznej i Zdrowia. W wyborach w 1993 bez powodzenia ubiegał się o reelekcję z ramienia Zjednoczenia Chrześcijańsko-Narodowego.
Był członkiem stowarzyszenia „Justitia et Pax”. W wyborach w 2002 bezskutecznie ubiegał się o mandat radnego sejmiku województwa mazowieckiego z ramienia komitetu Razem Polsce.
Pochowany na cmentarzu parafialnym w Brzózie.

## Wyróżnienia
W 2012 został honorowym obywatelem gminy Wieniawa. W 2014 wyróżniony przez Krajową Sekcję Oświaty i Wychowania Niezależnego Samorządnego Związku Zawodowego „Solidarność”.